# تسروویتسا (سوکوبانگا)
تسروویتسا (به صربی: Cerovica) یک روستا در صربستان است که در سوکوبانگا واقع شده‌است. تسروویتسا ۵۴ نفر جمعیت دارد.